# Tewksbury
Tewksbury /ˈtʊksbɜːri/ ist eine Stadt in Middlesex County des Bundesstaats Massachusetts in den Vereinigten Staaten. Das U.S. Census Bureau hat bei der Volkszählung 2020 eine Einwohnerzahl von 31.342 ermittelt. Insgesamt umfasst die Stadt eine Fläche von 54,5 km² (0,9 km² davon sind Wasser).

## Demografie
- 28.851 Einwohner
  - 96,44 % Weiße
  - 1,59 % Asiaten
  - 1,22 % Latinos
  - 0,67 % Afroamerikaner
  - 0,12 % Native Americans
  - 0,01 % Südseeinsulaner
- 9.964 Haushalte
- 7.692 Familien
- 537,6 Einwohner pro km²